# Försörjningsbalans
| Tillgångar                  | Förbrukning                           |
| --------------------------- | ------------------------------------- |
| - Produktion (BNP) - Import | - Konsumtion - Investeringar - Export |

Försörjningsbalansen är ett mått som används inom nationalräkenskaper och makroekonomi. Det visar ett lands tillgångar och hur dessa används. Det är finansministern som har högsta ansvaret för att försörjningsbalansen sammanställs varje år. Försörjningsbalansen är dock skild från statsbudgeten som endast omfattar statens finanser.
Den har två sidor: tillgång och användning. Tillgångssidan består av BNP (värdet av alla färdiga varor och tjänster som har producerats i ett land under ett år) och den totala importen. Användningssidan består av privat och offentlig konsumtion, bruttoinvesteringar samt export av varor och tjänster. Tillgångssidan och användningssidan skall, förutsatt att man har räknat rätt, vara lika stora.